# Kazimierz (Opole)
Kazimierz (pronunciación en polaco: /kaˈʑimjɛʂ/; en alemán: Kasimir) es un pueblo en el distrito administrativo de Gmina Głogówek, dentro del Distrito de Prudnik, Voivodato de Opole, en el sudoeste de Polonia, cercano a la frontera checa. Se encuentra aproximadamente 6 kilómetros al sur de Głogówek, 23 kilómetros al este de Prudnik, y 42 kilómetros al sur de la capital regional, Opole.
Hasta 1945 el área era parte de Alemania (véase Territorios Polacos Recuperados).
El pueblo tiene una población de 380 habitantes.